# Parahydromys asper
Parahydromys asper є єдиним видом у роду Parahydromys. Вважається частиною старих ендеміків Нової Гвінеї (Індонезія, Папуа Нова Гвінея), тобто його предки були частиною першої хвилі мишоподібних гризунів, які колонізували острів.

## Морфологічна характеристика
Великий гризун з довжиною голови й тулуба від 210 до 230 мм, довжиною хвоста від 234 до 275 мм, довжиною стопи від 48,8 до 55 мм, довжиною вуха від 10,5 до 15 мм і вагою до 590 грамів. Шерсть коротка та груба. Верх сіро-бурий, низ білуватий з легким жовтуватим відтінком. Морда коротка і широка, вуса численні і потовщені, верхні чорні, а нижні білі. Вуха маленькі, округлі, сірувато-коричневі. Задня частина ніг світло-коричнева. Хвіст довший за голову й тулуб, темно-коричневий з білим кінчиком і густо вкритий волоссям, яке стає довшим до кінця, де воно утворює невеликий пучок. Від миші виділяється специфічний гнильний запах.

## Поведінка
Це наземний вид, який часто зустрічається вздовж водотоків, де він будує лігва. Він рухається повільно і, коли його потривожити, видає характерне дзижчання. Харчується комахами, дощовими черв'яками, іншими безхребетними, а також корінням і пагонами рослин роду Equisetumх.